# Mörkhuvad fransgaffelslända
Mörkhuvad fransgaffelslända (Elipsocus hyalinus) är en insektsart som först beskrevs av Stephens 1836.  Mörkhuvad fransgaffelslända ingår i släktet Elipsocus och familjen fransgaffelstövsländor. Arten är reproducerande i Sverige. Inga underarter finns listade i Catalogue of Life.